# Ja - černomorec!
Ja - černomorec! (Я — черноморец!) è un film del 1944 diretto da Vladimir Aleksandrovič Braun e Aleksandr Veniaminovič Mačeret.